# Kansas City, Mexico and Orient Railway
La Kansas City, Mexico and Orient Railway (KCM&O) était une compagnie de chemin de fer américaine qui fit partie durant quelques années des chemins de fer américains de classe I.

## Histoire

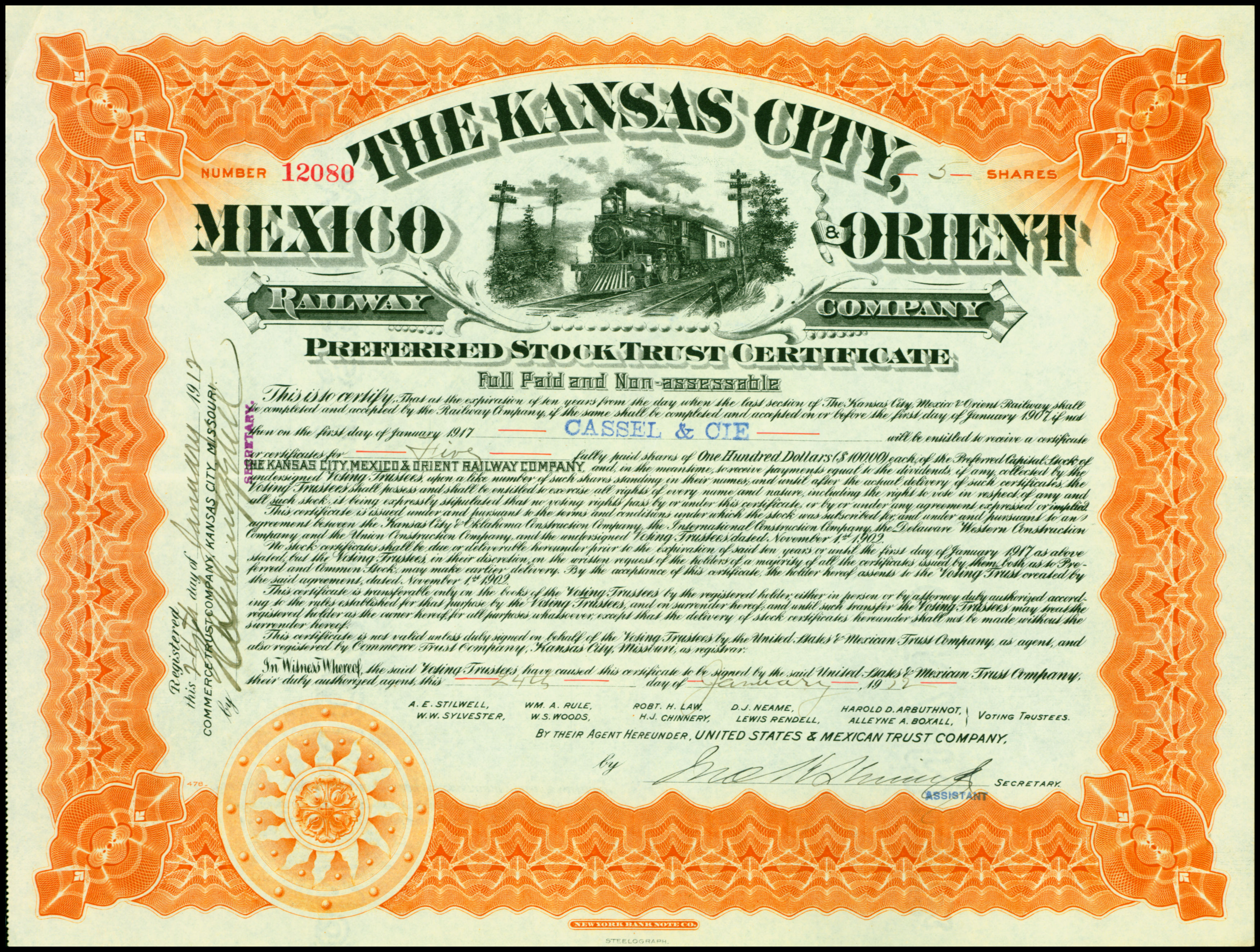
Prefered Stock Trust Certificate de la Kansas City, Mexico & Orient Railway Company

Arthur Edward Stilwell fonda le Kansas City, Mexico and Orient Railway en 1900. Cet entrepreneur, ami de Cornelius Vanderbilt et de George Pullman, avait déjà créé en 1887 le Kansas City Suburban Belt Railroad, qui donnerait plus tard le Kansas City Southern Railway (KCS). Le but de cette compagnie était d'atteindre la côte Pacifique à Topolobampo dans l'État fédéral du Mexique appelé Sinaloa.
Pour respecter l'article X du Texas, le KCM&O dut constituer une filiale dans cet état en 1905 qu'il baptisa Kansas City Mexico and Orient Railway of Texas (KCM&OTX). La ligne fut achevée entre Wichita, Kansas et Alpine. Mais la compagnie fit banqueroute en 1912. Son administrateur, William T. Kemper, fit fortune lorsque du pétrole fut découvert sous ses voies. En 1914, le Kansas City, Mexico and Orient Railway fut réorganisé en Kansas City, Mexico and Orient Railroad. Puis il fut à nouveau réorganisé en 1925 sous son nom d'origine.
Le KCM&O conclut un accord avec les compagnies contrôlées par Edwin Hawley, permettant d'étendre le trafic marchandises jusqu'à Saint-Louis, Missouri, Saint-Louis, Missouri et Saint-Paul, Minnesota, Chicago, Toledo, Cincinnati, Ohio, Louisville, et Norfolk.
Le KCM&O fut racheté par l'Atchison, Topeka and Santa Fe Railway (AT&SF) en 1928, essentiellement pour avoir accès aux champs de pétrole dans l'ouest du Texas. Cette même année, le Santa Fe vendit la partie mexicaine de son réseau au Gouvernement du Mexique qui le baptisa Ferrocarril Chihuahua al Pacifico (CHP, ou El Chepe), dont la ligne ne fut totalement achevée qu'en 1961.
En 1965, le Santa Fe fusionna sa filiale Kansas City Mexico and Orient Railway of Texas.
Avec l'application au 1er janvier 1994 de l'Accord de Accord de libre-échange nord-américain (ALENA) ou North American Free Trade Agreement (NAFTA), le Gouvernement mexicain finit par vendre El Chepe à Ferromex en 1998.